# Шапкино (Брянская область)
Шапкино — деревня в Брянском районе Брянской области, в составе Новосельского сельского поселения. Расположена в 4 км к юго-востоку от села Новосёлки, на правом берегу Судости. Население — 5 человек (2010).

## История
Впервые упоминается в 1620 году как пустошь, владение Бахтиных (они же оставались главными владельцами деревни до середины XIX века). Среди других помещиков XVIII—XIX вв. — Небольсины, Тютчевы, Подлиневы, Надеины. Состояла в приходе села Барышья.
В XVII—XVIII вв. входила в состав Подгородного стана Брянского уезда; с 1840-х гг. была включена в Барышенскую волость, с 1855 — в «экономическую» Супоневскую волость; с 1861 по 1924 в Госамской волости Брянского (с 1921 — Бежицкого) уезда, в 1924—1929 в Овстугской волости.
С 1929 года в Жирятинском районе, при временном упразднении которого (1932—1939) — в Жуковском районе, а с 1957 — в Брянском районе. До 1930-х гг. — центр Шапкинского сельсовета, затем в Барышенском, с 1954 в Новосельском (в 1960—1966 временно в Жирятинском сельсовете).